# مايكل لاند
مايكل لاند (بالإنجليزية: Michael Land)‏ هو ملحن أمريكي، ولد في 1961 في بوسطن في الولايات المتحدة.

## وصلات خارجية
- مايكل لاند على موقع IMDb (الإنجليزية)
- مايكل لاند على موقع ميتاكريتيك (الإنجليزية)
- مايكل لاند على موقع ميوزك برينز (الإنجليزية)
- مايكل لاند على موقع ديسكوغز (الإنجليزية)